# Golemo selo
Golemo selo (bulgariska: Големо село) är ett distrikt i Bulgarien.   Det ligger i kommunen Obsjtina Bobovdol och regionen Kjustendil, i den västra delen av landet, 50 km sydväst om huvudstaden Sofia. Antalet invånare är 576. Arean är 15,1 kvadratkilometer.
Terrängen i Golemo selo är platt åt sydväst, men åt nordost är den kuperad.
Trakten runt Golemo selo består till största delen av jordbruksmark. Runt Golemo selo är det ganska tätbefolkat, med 104 invånare per kvadratkilometer.